# Zuse Z23 (számítógép)
A Zuse Z23 egy 1961-ben megjelent tranzisztoros számítógép, amelyet az 1949-ben alapított német Zuse KG vállalat tervezett és gyártott. Összesen 98 darabot adtak el kereskedelmi és akadémiai ügyfeleknek egészen 1967-ig. Szóhossza 40 bit, fő tárolóhelyként 8192 szavas mágnesdob-memóriát használt, 256 szavas gyors elérésű ferrit memóriával kiegészítve. Számolóegysége fixpontos és lebegőpontos bináris számokat kezelt. A fixpontos összeadás műveleti ideje 0,3 milliszekundum volt, egy fixpontos szorzást 10,3 milliszekundum alatt végzett el. Belső szerkezetében hasonlított a korábbi elektroncsöves Z22-eshez. Hasonló változatok voltak a Z25 és Z26 modellek.
A Z23 körülbelül 2700 tranzisztort tartalmazott és 7700 diódát. A géphez készült egy Algol 60 fordítóprogram, így magas szintű nyelven is programozható volt. Alapórajele 150 kHz volt, fogyasztása 4000 watt. Egy továbbfejlesztett változatát, a Z23V jelűt, 1965-ben bocsátották ki, ez bővített memóriával rendelkezett és feldolgozási sebessége nagyobb volt.

## Fordítás
Ez a szócikk részben vagy egészben  a   Z23 (computer) című angol Wikipédia-szócikk ezen változatának fordításán alapul.  Az eredeti cikk szerkesztőit annak laptörténete sorolja fel. Ez a jelzés csupán a megfogalmazás eredetét és a szerzői jogokat jelzi, nem szolgál a cikkben szereplő információk forrásmegjelöléseként.